# Borja López
Borja López Menéndez (Gijón, Asturias, 2 de febrero de 1994) es un futbolista español que juega como defensa en la A. C. Bellinzona de la Challenge League.

## Trayectoria
Pasó por distintos equipos gijoneses de fútbol base, como la Sociedad Deportiva Llano 2000 o el Xeitosa Club de Fútbol, antes de incorporarse a las categorías inferiores del Real Sporting de Gijón. En la temporada 2011-12, cuando aún esta en edad juvenil, jugó su primer partido en Segunda División B con el Real Sporting de Gijón "B". Asimismo, en esa campaña se proclamó campeón del grupo 1 de División de Honor. Debutó con el primer equipo del Sporting el 1 de noviembre de 2012 en un partido de la Copa del Rey disputado ante el C. A. Osasuna. El 31 de enero de 2013 se incorporó definitivamente a la plantilla sportinguista.
El 2 de agosto del mismo año fue traspasado al A. S. Monaco F. C. a cambio de 2.2 millones de euros y firmó un contrato hasta junio de 2017. Tras dos meses sin aparecer con el equipo francés, debutó en la Ligue 1 el 20 de octubre durante un partido frente al F. C. Sochaux-Montbéliard en el que entró al terreno de juego en sustitución de Marcel Tisserand en el minuto 70 y que finalizó 2-2. Fue titular en la Copa de la Liga en una derrota por la cuenta mínima ante el Stade de Reims. Pese a sus esfuerzos, no volvería ser incluido en las nóminas para jugar, todo se vería aún más truncado al sufrir una lesión en el muslo que lo mantendría de baja por más de dos meses.
El 29 de enero de 2014 se anunció su cesión al Rayo Vallecano de Madrid hasta el final de la temporada 2013-14. Debutó en Primera División el 29 de marzo en un partido disputado contra el Real Madrid C. F. en el estadio Santiago Bernabéu. El 10 de mayo sufrió una rotura del ligamento cruzado anterior de la rodilla izquierda durante un encuentro frente al Villarreal C. F. para la que se estimó un periodo de seis meses de recuperación. En su regreso al Mónaco y tras superar la lesión, jugó un partido correspondiente a los octavos de final de la Copa de la Liga frente al Olympique de Lyon que finalizó 1-1 y en el que anotó uno de los penaltis que permitieron acceder a su equipo a la siguiente ronda. El 29 de enero de 2015 abandonó el Mónaco en una nueva cesión, esta vez al R. C. Deportivo de La Coruña.
Tras comenzar la temporada 2015-16 como cedido en el F. C. Arouca, el 30 de enero de 2016 se incorporó al F. C. Barcelona "B" con un contrato por dos temporadas y media. Debutó como con el filial azulgrana el 20 de febrero en un partido frente al Atlético Levante U. D. en el que ingresó desde el banquillo en el minuto 82 y que finalizó con una victoria de su equipo por 2-0.
El 30 de junio de 2017 se anunció su incorporación al H. N. K. Hajduk Split de la Primera División de Croacia. Después de dos temporadas se confirmó su regreso al Sporting de Gijón. Esta segunda etapa duró tres años, marchándose en junio de 2022 al S. V. Zulte Waregem tras no llegar a un acuerdo para renovar su contrato. Allí estuvo un año y medio y el 1 de febrero de 2024 volvió a España para jugar en el C. D. Leganés hasta el final de la campaña. Tras la misma quedó libre y en marzo de 2025 se unió a la A. D. Ceuta F. C. Disputó dos partidos y ayudó al equipo a ascender a Segunda División. No continuó en el club y en julio se marchó a Suiza para incorporarse a la A. C. Bellinzona.

## Selección nacional
Fue internacional con España en la categoría sub-18, con la que se proclamó campeón de la XXXVIII edición de la Copa del Atlántico, celebrada en 2012. El 30 de julio del mismo año fue incluido en el combinado de categoría sub-20 que participó en el XXIX Torneo Internacional de La Alcudia, donde consiguió el subcampeonato. Con la selección sub-19 disputó la Eurocopa de 2013 disputada en Lituania.

## Clubes
| Club                         | País     | Año       |
| ---------------------------- | -------- | --------- |
| Real Sporting de Gijón "B"   | España   | 2012-2013 |
| Real Sporting de Gijón       | España   | 2013      |
| A. S. Monaco F. C.           | Francia  | 2013-2014 |
| Rayo Vallecano de Madrid     | España   | 2014      |
| A. S. Monaco F. C.           | Francia  | 2014-2015 |
| R. C. Deportivo de La Coruña | España   | 2015      |
| F. C. Arouca                 | Portugal | 2015-2016 |
| F. C. Barcelona "B"          | España   | 2016-2017 |
| H. N. K. Hajduk Split        | Croacia  | 2017-2019 |
| Real Sporting de Gijón       | España   | 2019-2022 |
| S. V. Zulte Waregem          | Bélgica  | 2022-2024 |
| C. D. Leganés                | España   | 2024      |
| A. D. Ceuta F. C.            | España   | 2025      |
| A. C. Bellinzona             | Suiza    | 2025-     |

## Palmarés

### Campeonatos nacionales
| Título           | Club          | País   | Año  |
| ---------------- | ------------- | ------ | ---- |
| Segunda División | C. D. Leganés | España | 2024 |

### Distinciones individuales
| Distinción                     | Año  |
| ------------------------------ | ---- |
| Once de bronce de Fútbol Draft | 2014 |